# Lake Terrasovoe
Der Lake Terrasovoe (englisch; russisch Озеро Террасовое Osero Terrassowoje, deutsch ‚Terrassensee‘) ist ein 2 km langer, 1 km breiter und tropfenförmiger See in den Prince Charles Mountains des ostantarktischen Mac-Robertson-Lands. Im nordöstlichen Abschnitt des Loewe-Massivs liegt er südwestlich des Ozero Krugloe.
Russische Wissenschaftler benannten ihn deskriptiv nach seiner Lage. Das Antarctic Names Committee of Australia übertrug die Benennung 2006 in einer transkribierten Teilübersetzung ins Englische.